# Coffeeville (Alabama)
Coffeeville és una població dels Estats Units a l'estat d'Alabama. Segons el cens del 2000 tenia 360 habitants, 165 habitatges, i 97 famílies. La densitat de població era de 30,8 habitants/km².